# ピエール＝ナルシス・ゲラン
ピエール＝ナルシス・ゲラン（Pierre-Narcisse, baron Guérin、1774年3月13日 - 1833年7月6日）は、フランスのパリ出身の画家。

## 略歴
1785年に王立絵画彫刻アカデミーの美術学校に入学しジャン＝ユーグ・タラヴァル（Hughes Taraval:1729–1785)、ニコラ・ギー・ブレネ（Nicolas Guy Brenet:1728-1792)、ジャン＝バプティスト・ルニョー(Jean-Baptiste Regnault:1754-1829)に学んだ。1797年に有望な学生に与えられるローマ賞を『ウティカのカトの死(La Mort de Caton d'Utique』で受賞した。1799年にサロン・ド・パリに『マルクス・セクストゥスの帰還』を出展し賞を得た。
ローマ賞の奨学金でイタリアに留学し数年間滞在した。1810年からサロンへの出展を再開し、パリにスタジオを作り後進の画家を教えた。1816年に彫刻家のクロード・ドジュー（Claude Dejoux）の後を継いで、王立アカデミーの教授となった。1822年から在ローマ・フランス・アカデミーの校長を務めた。

## ゲランに学んだ人物
ゲランの教えを受けた画家には以下のような人物がいる。
- テオドール・ジェリコー (1791-1824)
- レオン・コニエ (1794-1880)
- アリ・シェフェール (1795-1858)
- ギョーム・ボディニエ (1795-1872)
- ビクトール・オルセル (1795-1850)
- ルイ＝ピエール・アンリケル＝デュポン (1797-1892)
- オーギュスタン・ブルデ(fr) (1798-1870)
- アレクサンドル＝マリー・コラン (1798-1875)
- ウジェーヌ・ドラクロワ (1798-1863)
- ピエール・ミシェル・アダム (fr) (1799-1853)
- シャルル＝オーギュスト・ヴァン・デン・ベルヘ (1798-1853)
- フランソワ＝グザヴィエ・デュプレ(fr) (1803-1871)
- ポール・ユエ (1803-1869)
- アンリ・シェフェール (1798-1862)

## 作品

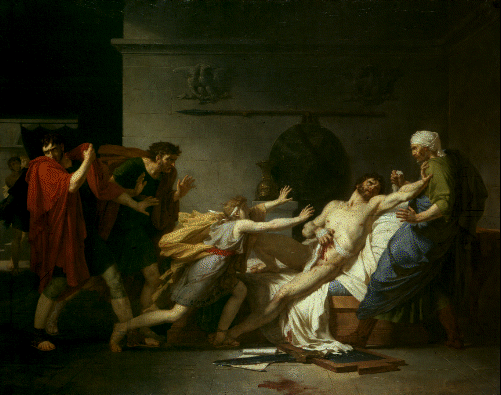
『小カト（ウティカのカト）の死』(La Mort de Caton d'Utique)
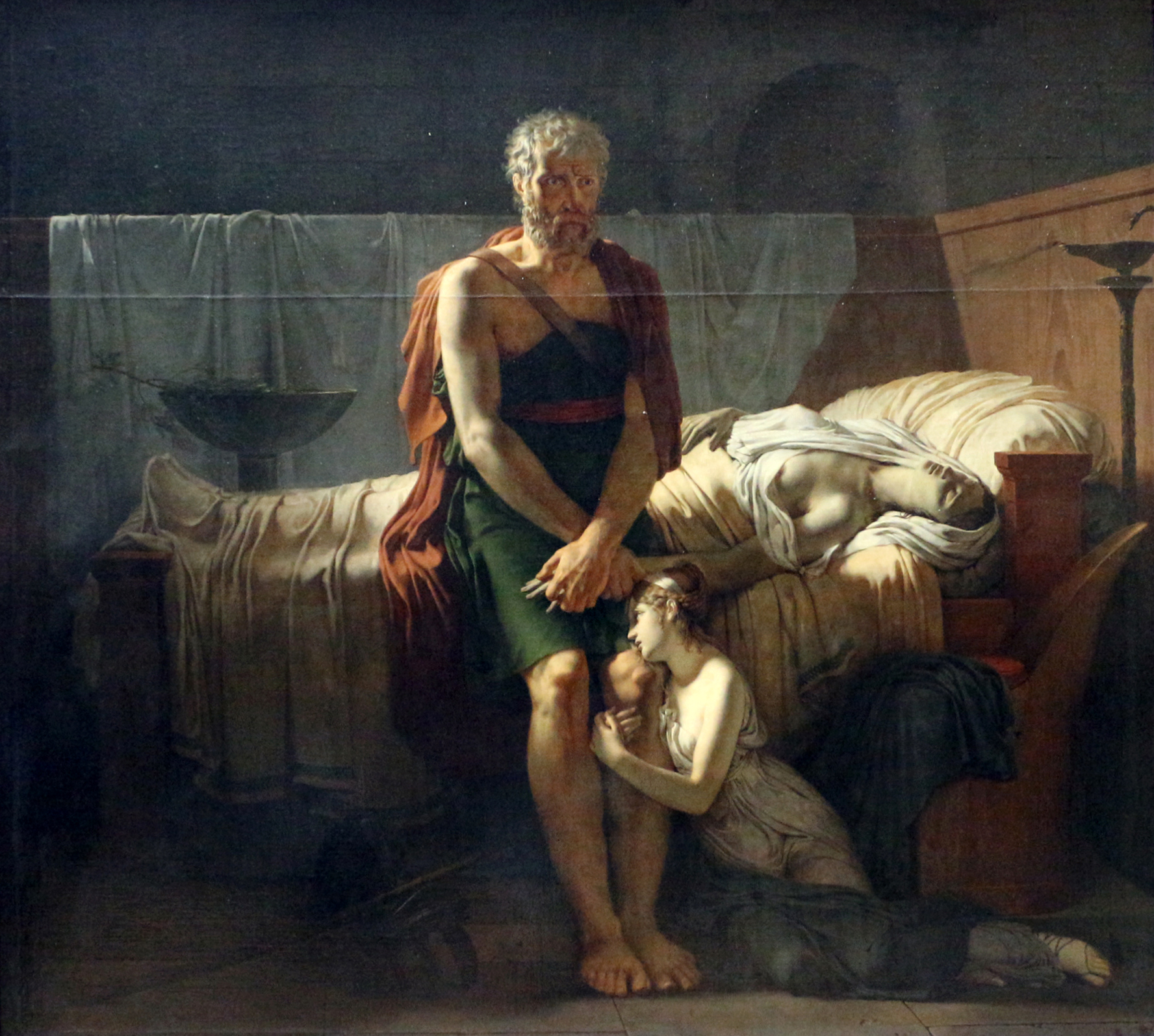
『マルクス・セクストゥスの帰還』
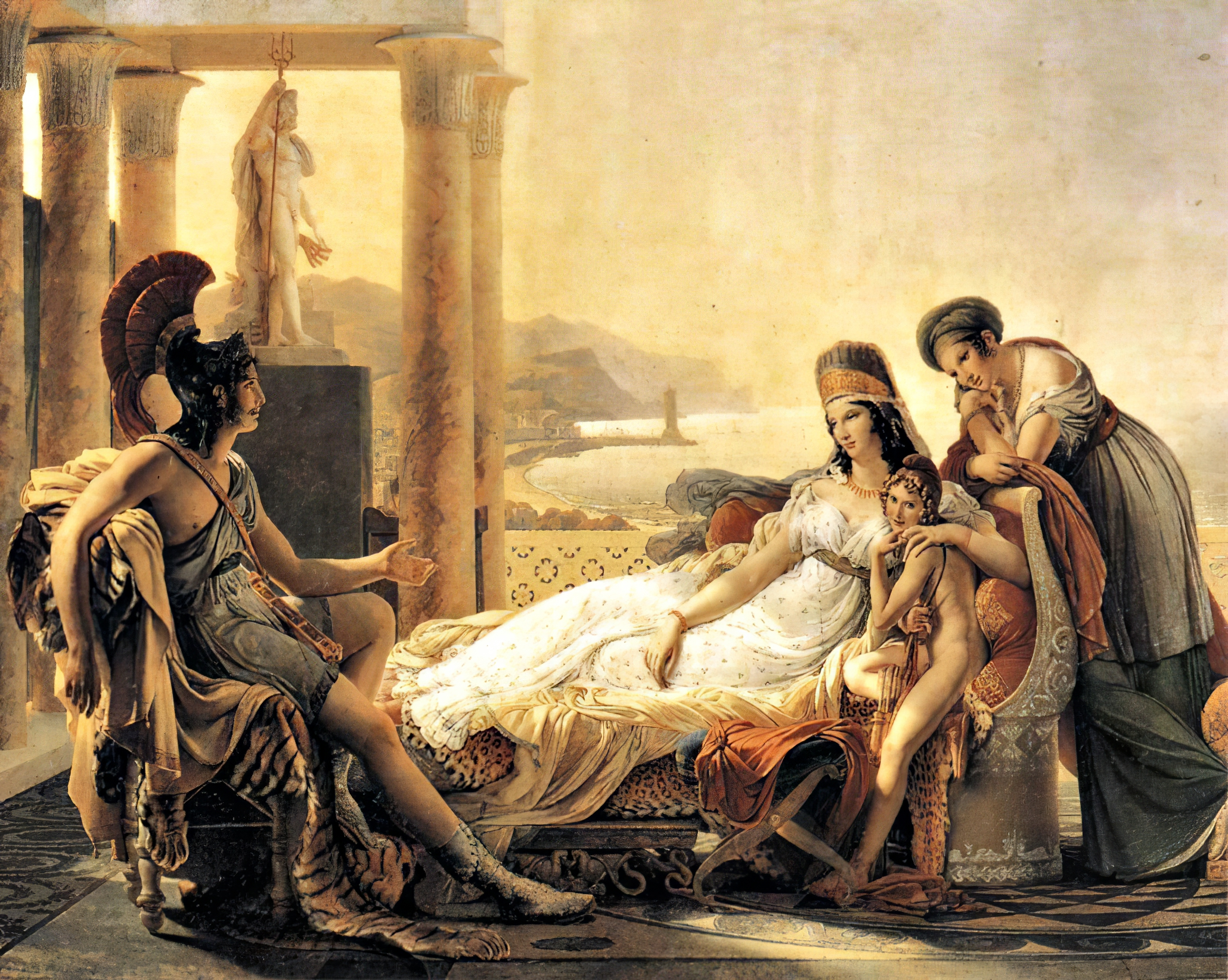
『トロイアでの災難を語るアエネアス』
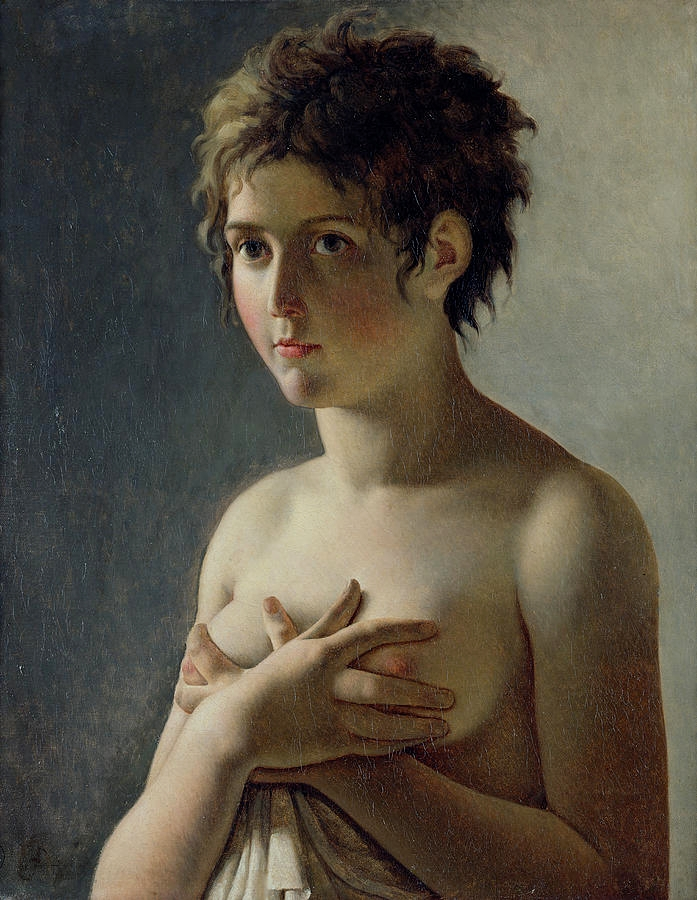
『若い女性の肖像画』
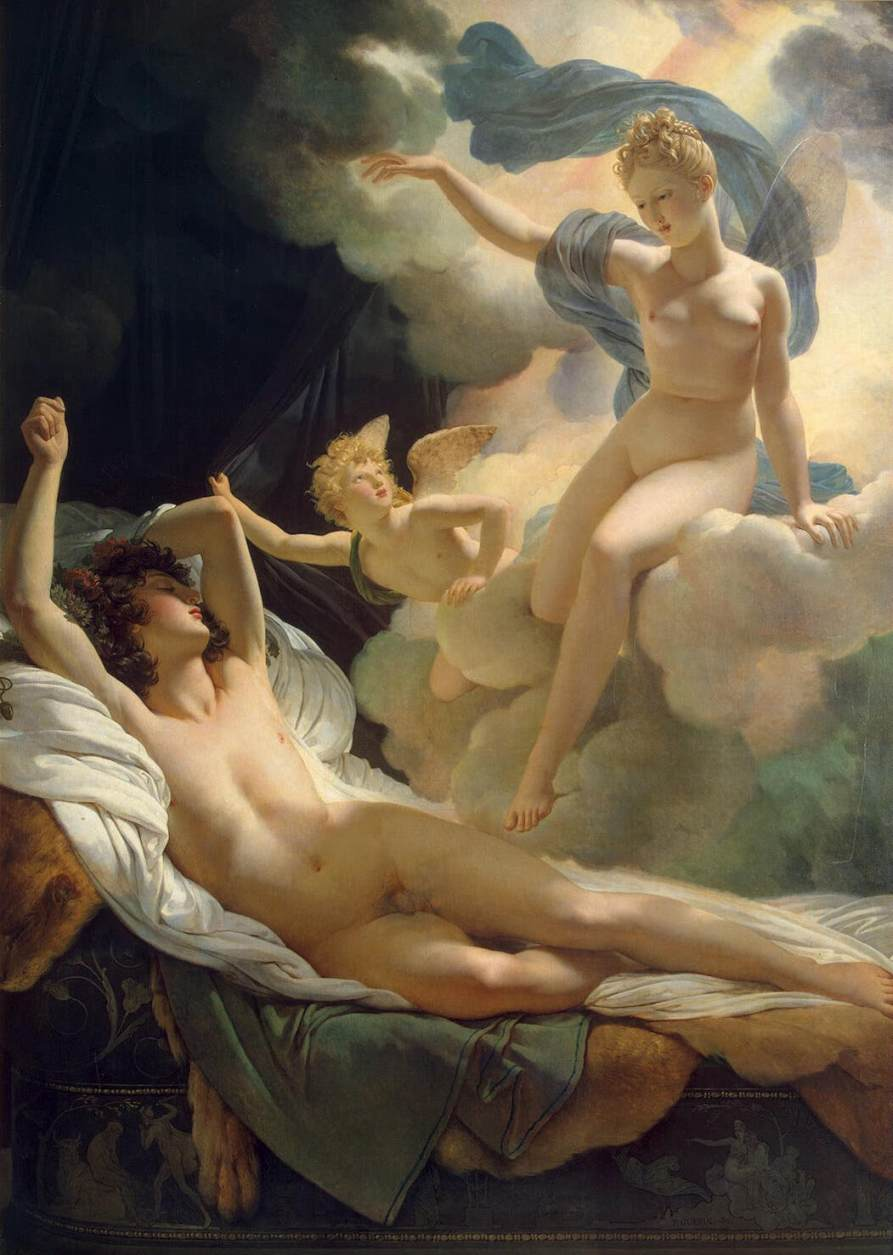
『モルフェウスとイーリス』